# Metagynuridae
Metagynella es un género de ácaros perteneciente al orden Mesostigmata, emplazado en su propia familia, Metagynuridae.

## Especies
- Metagynella africana Ryke, 1958
- Metagynella applicata (Vitzthum, 1921)
- Metagynella baloghi Hirschmann, 1975
- Metagynella carpathica (Balogh, 1943)
- Metagynella cubana Wisniewski & Hirschmann, 1993
- Metagynella kargi Hirschmann, 1975
- Metagynella kleinei (Vitzthum, 1921)
- Metagynella kurosai Hiramatsu, 1979
- Metagynella lindquisti Hirschmann, 1979
- Metagynella mexicana Hirschmann, 1979
- Metagynella moseri Hirschmann, 1975
- Metagynella moserisimilis Hiramatsu, 1981
- Metagynella parvula Camin, 1953
- Metagynella vietnamensis Hiramatsu, 1981